# Мочалов, Софроний Григорьевич
Софро́ний Григо́рьевич Мочало́в (19 декабря 1922, Сиухино — 23 ноября 2000, Йошкар-Ола) — марийский советский деятель здравоохранения, общественный деятель. Министр здравоохранения Марийской АССР (1968—1983). Заслуженный врач РСФСР (1970). Участник Великой Отечественной войны. Член ВКП(б) с 1943 года.

## Биография
Родился 19 декабря 1922 года в деревне Сиухино ныне Горномарийского района Марий Эл в семье раскулаченного крестьянина. Детство провёл на Урале, куда был сослан его отец. В 1940 году окончил Юринскую медицинскую школу Марийской АССР.
6 февраля 1942 года призван в Красную армию. С марта 1943 года участник Великой Отечественной войны: сражался на Волховском, Брянском, Воронежском, 1-м Украинском фронтах, военфельдшер кавалерийского, а затем артиллерийского дивизионов, от лейтенанта до майора медицинской службы. Дважды ранен, контужен. 29 октября 1945 года демобилизовался из рядов РККА.
После демобилизации вернулся на малую Родину, где стал работать заведующим Еласовской санэпидстанцией Горномарийского района Марийской АССР. В 1946 году назначен заведующим районным отделом здравоохранения. В 1960 году с отличием окончил Казанский медицинский институт. В 1960—1964 годах был главным врачом Еласовской центральной районной больницы.
С 1964 года в Министерстве здравоохранения Марийской АССР: в 1964—1968 годах — заместитель министра, в 1968—1983 годах — министр.
Вёл активную общественную деятельность, трижды избирался депутатом Верховного Совета Марийской АССР VIII—X созывов (1971—1985).
Умер 23 ноября 2000 года. Похоронен на Туруновском кладбище г. Йошкар-Олы.

## Звания и награды
- Заслуженный врач РСФСР (01.11.1970)[2]
- Заслуженный врач Марийской АССР[1][5]
- Орден Трудового Красного Знамени (1971, 1976)[6]
- Орден Дружбы народов (1981)[6]
- Орден Красной Звезды (18.12.1943, 13.08.1944)[3][7]
- Орден Отечественной войны I степени (1985)[6]
- Медаль «За победу над Германией в Великой Отечественной войне 1941—1945 гг.» (09.05.1945)[3][7]
- Почётная грамота Президиума Верховного Совета Марийской АССР (1967, 1972)[6]